# Шокша (река, впадает в Онежское озеро)
Шокша — река в России, протекает по территории Шелтозерского и Шокшинского вепсских поселений Прионежского района Республики Карелии. Длина реки — 23 км, площадь водосборного бассейна — 115 км².

## Общие сведения
Река берёт начало из озера Габшемского на высоте выше 129,2 м над уровнем моря и далее течёт преимущественно в северо-западном направлении.
Река в общей сложности имеет четыре малых притока суммарной длиной 11 км.
Шокша имеет левый приток — реку Горную.
Впадает на высоте 33,0 м над уровнем моря в бухту Шокшу Онежского озера.
В нижнем течении на берегах Шокши расположены населённые пункты: село Шокша и посёлок Кварцитный.
Код объекта в государственном водном реестре — 01040100612102000013880.